# Teodor Mena
Teodor Mena i Zamora (Mataró, Maresme, 1836 – Barcelona 13 d'octubre de 1905) fou un músic, periodista i escriptor català del Romanticisme. Fill de Miquel Mena i Dolors Zamora. Estudià humanitats a Barcelona, i després es traslladà a Olot (província de Girona), on fundà els diaris La Aurora Olotense (1859) i El Faro de la Montaña, El 1865 retornà a Barcelona on fundà el diari El Espectador (1872), a Sabadell Los Ecos del Vallés (1880) i Diario de Sabadell (1881-86) i a Arenys de Mar Ecos de la Costa (1886-88). Va escriure: Glories de Maria ó la Verge del Tura. És autor de la lletra i la música de sarsueles (El conde de Neumurs, Gent de fàbrica, 1873), d'un oratori Redempcions per Maria, del drama Arnau de la farga, i del treball La industria de Sabadell... (1870).